# 2014년 대한민국 개인정보 대량유출 사건
2014년 대한민국 개인정보 대량유출사건은 대한민국의 주요 카드사의 1억 400만 건이 넘는 개인정보가 유출된 사건을 말한다. 2013년 6월경에 개인정보가 유출되었으나, 2014년 1월에 뒤늦게 밝혀져 큰 이슈로 번졌다.

## 개요
2013년 6월 경 KCB 신용평가사 직원 한 명이 카드사로 파견을 나가 주요 카드사 (국민, 롯데, 농협)의 고객 개인정보를 유출시켜 대출광고업자와 대출모집인에게 정보를 넘겼다. 하지만 카드사는 7개월 동안 인지를 못하였다가 2014년 1월에 검찰의 발표로 알려지게 되었다. 그리고 KCB 신용평가사 직원과 정보를 구입한 대출광고업자를 검찰에 구속 기소하고 정보를 구입한 대출모집인을 불구속 입건하였다.

## 피해와 후속조치
이로 인해 대한민국 국민 2명 중 1명꼴로 개인정보가 유출되는 큰 피해가 발생하였다.
- KB국민카드 : 5,300만 건 유출
- 롯데카드 : 2,600만 건 유출
- NH농협카드 : 2,500만 건 유출
- 중복을 제외한 피해 고객 수 : 2,000만 명

카드사들은 즉시 사과문을 올리고 개인정보 유출 여부를 확인할 수 있게 하였으며, 카드사들은 부정 사용될 시 전액 보상을 하겠다고 발표하였다. 또, 금융감독원은 비 카드사인 16개 금융회사로부터 불법유출된 것으로 의심되는 개인정보 건수는 127만건이며, 중복을 제외한 고객수는 약 65만명 수준이라고 설명했다.
1월 20일, 손경익 NH농협카드 부사장, 심재오 KB국민카드 사장, 박상훈 롯데카드 사장 등이 이 사건에 책임을 지고 모두 사표를 냈다.
한편, 소비자 1000명이 1월 20일 첫 집단 소송을 제기하였다. 금융소비자연맹도 공동소송을 위한 피해자를 모집하고 있어 카드사 책임을 묻는 소송이 이따를 전망이다.
고객정보가 유출된 카드3사는 2014년 2월 17일부터 그 해 5월 16일까지 부분 영업정지 처분을 받았다.

## 2차 수사
사건이 큰 이슈로 번진지 두 달 정도가 지난 3월 14일, 창원지검은 최초 개인정보 유출자로부터 개인정보를 받아 대출업 등에 활용한 혐의로 4명을 추가 구속하였다. 이들이 대출업 등에 활용한 개인정보는 약 8200만건이다. 또 이들로부터 개인정보를 넘겨받은 15명 정도가 더 있는 것으로 확인돼 창원지검이 수사하고 있다.

## 같이 보기
- 해킹
- 한국인터넷진흥원
- KB국민카드
- 롯데카드
- NH농협카드
- 2010년 대한민국 개인정보 대량유출 사건
- 대한민국의 정보 보안 사고 목록